# 최금락
최금락(崔今洛, 1958년 5월 14일 ~ , 경기도 여주)은 SBS 본부장을 지낸 대한민국의 언론인으로 청와대 홍보수석비서관을 지내고, 현재는 (주)태영건설 대표이사 부회장이다.

## 학력
- 경기고등학교
- 서울대학교 무역학과 경제학 학사

## 경력
- ~ 1983년 : 해병대 중위
- 1984년 : MBC 보도국 기자
- MBC 편집부 기자
- ~ 1991년 : MBC 경제부 기자
- 1998년 ~ 2001년 : SBS 워싱턴 특파원
- 2004년 : SBS 보도국 국제부 부장
- 2004년 ~ 2005년 : SBS 보도국 경제부 부장
- 2004년 ~ 2005년 : SBS 보도국 미래부 부장
- 2005년 ~ 2008년 : SBS 보도국 정치부 부장
- 2008년 1월 ~ 2009년 12월 : SBS 보도국 국장
- 2009년 12월 ~ 2011년 3월 : SBS 보도본부 본부장
- 2011년 3월 : SBS 방송지원본부 본부장
- 대법원 양형위원
- 2011년 9월 ~ 2013년 2월 : 청와대 홍보수석비서관
- 대한민국 육군 정책자문위원
- 2013년 ~ 2014년 : 스탠퍼드대학교 초빙연구원
- 2014년 8월 ~ 2015년 : 법무법인 광장 고문
- 2014년 ~ 2015년 : 법무법인 광장 공익위원회 위원장
- 새누리당
- 2016년 : 새누리당 양천구 갑 예비후보
- 2016년 ~ 2023년 : 법무법인(유한) 광장 고문
- 서울대학교 총동창회 상임부회장
- 대한민국육군협회 자문위원
- 한국언론인연합회 운영자문위원
- 2023년 3월 ~ 2024년 3월: SPC삼립 사외이사
  - SPC삼립 감사위원회 위원
  - SPC삼립 ESG위원회 위원
- 2023년 12월 ~ : TY홀딩스 부회장
- 2024년 3월 ~ : 태영건설 대표이사 부회장
  - 태영건설 이사회의장
  - 태영건설 재무위원회 위원
- 2025년 12월 ~ 2027년 12월 : SBS 전무이사

## 가족 관계
- 처부 : 류혁인(柳赫仁, 1934년 ~ 1999년)
  - 처남 : 류석춘(柳錫春, 1955년 ~ )
  - 고종사촌처남:이인용 (,李仁勇 1957년 ~)  (전 MBC 기자 현 삼성전자 사장)